# V・サマーリーグ
V・サマーリーグ（ブイサマーリーグ）は、ジャパンバレーボールリーグが主催し、Vリーグ加盟チームおよび準加盟チームが参加する公式戦である。若手の登竜門として位置づけられている。

## 大会概要
2024年女子大会の概要は下記の通り。
- 参加26チームを東西13チームずつに分け、各チームによる一次リーグを行う。
- 一次リーグの成績上位に応じて順位決定戦を行う。

なお、男子大会も同様に開催されていたが、2011年度からは開催されていない。
2024年夏季（東部ブロック大会：熊本県立総合体育館、西部ブロック大会：とり野菜みそBLUECATS ARENA）の大会をもって、大同生命SV.LEAGUEへの発展・リーグ再編が予定されているため、同大会を廃止させる予定である。

## 歴史
1981年8月、実業団チームの若手選手を育成するため、日本バレーボール協会の主催で第1回「日本サマーリーグ」が開催された。試合形式は東西の一次リーグ・決勝リーグという2013年大会と同様の形であり、男子は富士フイルム、女子はカネボウが初代王者となった。
日程・会場
| 男女 |                | 開催年月日       | 会場                 |
| 男子 | 一次リーグ東部 | 1981年8月19-20日 | 東レ三島体育館       |
| 男子 | 一次リーグ西部 | 1981年8月11-13日 | 帝人三原体育館       |
| 男子 | 決勝リーグ     | 1981年8月25日    | 新宿区立体育館       |
| 男子 | 決勝リーグ     | 1981年8月26日    | 板橋区立小豆沢体育館 |
| 女子 | 一次リーグ東部 | 1981年8月12-13日 | 日本電気体育館       |
| 女子 | 一次リーグ西部 | 1981年8月12-13日 | 東洋紡体育館         |
| 女子 | 決勝リーグ     | 1981年8月25日    | 新宿区立体育館       |
| 女子 | 決勝リーグ     | 1981年8月26日    | 板橋区立小豆沢体育館 |
参加チーム
| 男女 | 東部         | 西部       |
| 男子 | 富士フイルム | サントリー |
| 男子 | 東レ九鱗会   | 帝人三原   |
| 男子 | 日本鋼管     | 旭化成     |
| 男子 | 日本電気     | 専売広島   |
| 男子 | 大協石油     | 新日本電気 |
| 女子 | 日本電気     | カネボウ   |
| 女子 | 日立茂原     | 電電神戸   |
| 女子 | 富士フイルム | 専売大阪   |
| 女子 | ソニー大崎   | 東洋紡     |
| 女子 | 日本鋼管     | 倉紡倉敷   |
第2回以降は開催時期が盛夏の8月を避け、一次リーグが7月上旬、決勝リーグが9月上旬になった以外は変更なく行われている。Vリーグ機構が発足した後は、主催がVリーグ機構となり、2008年からは、大会名を「V・サマーリーグ」に変更した。
1994年の第14回大会一次リーグでは、新ルールが試行された。主な変更点は下記の通り。
- サーブはエンドライン後方ならばどこからでも打つことが出来る。（2013年度のルールと同じ）
- ポジションはフリー（ローテーションがなく、ポジショナルフォールトがない）
- バックアタックなどに（サーブ権がなくとも）ボーナスポイントが与えられる。
- ボールの内気圧を下げる。（当時の規定0.40-0.45kg/cm2から0.30kg/cm2）

ボーナスポイント制は（特に男子大会において）フリーポジション制と相まって、アタッカー4人がバックアタックを狙うなど大味な試合運びとなり完全な失敗に終わった。
2011年より女子大会のみが開催され、決勝リーグ出場チームが6チームとなった。
2015年は決勝リーグを開催せず、東西大会のみが開催され、プレミアリーグチーム及びチャレンジリーグチームから1名ずつ「フレッシュスター賞」が授与された。
2016年も東西大会を開催する予定であったが、西部大会の開催地が鹿児島県であり熊本地震の影響を考慮して、東部大会と合同で行った。

## 結果
決勝リーグ進出チームを成績順に列記する。

### 男子
| 回 | 開催年 | 優勝         | 準優勝       | 3位            | 4位          | 最優秀選手                | 敢闘選手                  |
| -- | ------ | ------------ | ------------ | -------------- | ------------ | ------------------------- | ------------------------- |
| 1  | 1981年 | 富士フイルム | サントリー   | 日本電気       | 帝人三原     | 入澤秀寛 （富士フイルム） | -                         |
| 2  | 1982年 | 日本鋼管     | サントリー   | 専売広島       | 富士フイルム | 岩月昇平 （日本鋼管）     | 宮浦浩幸 （サントリー）   |
| 3  | 1983年 | サントリー   | 日本電気     | 日本鋼管       | 松下電器     | 宮本博治 （サントリー）   | 南條肇 （日本電気）       |
| 4  | 1984年 | 富士フイルム | 日本鋼管     | サントリー     | 新日鐵       | 伊藤修 （富士フイルム）   | 古川靖志 （日本鋼管）     |
| 5  | 1985年 | 富士フイルム | 日本鋼管     | 新日鐵         | 松下電器     | 三原正一 （富士フイルム） | 沢田秀一 （日本鋼管）     |
| 6  | 1986年 | 新日鐵       | サントリー   | 東レ九鱗会     | 日本電気     | 小牧勝則 （新日鐵）       | 山本和史 （サントリー）   |
| 7  | 1987年 | 日本電気     | 松下電器     | 新日鐵         | NTT東海      | 長谷部三男 （日本電気）   | 内海利雄 （松下電器）     |
| 8  | 1988年 | 日本たばこ   | 日本電気     | 象印マホービン | 東レ九鱗会   | 山田勝志 （日本たばこ）   | 楊成太 （日本電気）       |
| 9  | 1989年 | サントリー   | 日本電気     | JT             | 富士フイルム | 橋本博文 （サントリー）   | 金子敏和 （日本電気）     |
| 10 | 1990年 | 象印         | 日本電気     | サントリー     | 富士フイルム | 左躍 （象印）             | 楊成太 （日本電気）       |
| 11 | 1991年 | 日本電気     | JT           | 松下電器       | 富士フイルム | 中村貴司 （日本電気）     | 塩原淳 （JT）             |
| 12 | 1992年 | 富士フイルム | NEC          | 新日鐵         | JT           | 清水克彦 （富士フイルム） | 小林秀章 （NEC）          |
| 13 | 1993年 | 富士フイルム | JT           | NKK            | 象印         | 米山一朋 （富士フイルム） | 丸尾文治 （JT）           |
| 14 | 1994年 | 富士フイルム | サントリー   | NEC・HE        | 新日鐵       | 清水克彦 （富士フイルム） | 野口達也 （サントリー）   |
| 15 | 1995年 | 富士フイルム | 日新製鋼     | 新日鐵         | NEC・HE      | 南由起夫 （富士フイルム） | 近藤康史 （日新製鋼）     |
| 16 | 1996年 | 富士フイルム | NEC          | JT             | 日新製鋼     | 上新渉 （富士フイルム）   | 泉水智 （NEC）            |
| 17 | 1997年 | 富士フイルム | サントリー   | 住友金属       | 東レ         | 宮口威 （富士フイルム）   | 野口達也 （サントリー）   |
| 18 | 1998年 | 富士フイルム | NEC          | サントリー     | JT           | 吉永文幸 （富士フイルム） | 奥田晃 （NEC）            |
| 19 | 1999年 | 富士フイルム | JT           | 豊田合成       | 新日鐵       | 成田貴志 （富士フイルム） | 河野裕輔 （JT）           |
| 20 | 2000年 | NEC          | JT           | 新日鐵         | 富士フイルム | 鎌田修 （NEC）            | 河野裕輔 （JT）           |
| 21 | 2001年 | NEC          | 堺           | 旭化成         | 富士フイルム | 大関元樹 （NEC）          | 渡辺友嗣 （堺）           |
| 22 | 2002年 | 堺           | 旭化成       | 東レ           | NEC          | 市橋祐之 （堺）           | 山崎典之 （旭化成）       |
| 23 | 2003年 | サントリー   | JT           | 豊田合成       | FC東京       | 木原丈裕 （サントリー）   | 徳元幸人 （JT）           |
| 24 | 2004年 | サントリー   | JT           | NEC            | 豊田合成     | 栗原圭介 （サントリー）   | 徳元幸人 （JT）           |
| 25 | 2005年 | NEC          | FC東京       | JT             | 旭化成       | 大村悟 （NEC）            | 福田誉 （FC東京）         |
| 26 | 2006年 | 松下電器     | JT           | NEC            | 豊田合成     | 松永理生 （松下電器）     | 徳元幸人 （JT）           |
| 27 | 2007年 | JT           | 豊田合成     | ジェイテクト   | FC東京       | 酒井大祐 （JT）           | 高橋幸造 （豊田合成）     |
| 28 | 2008年 | JT           | 東レ         | 豊田合成       | ジェイテクト | 井上俊輔 （JT）           | 今田祐介 （東レ）         |
| 29 | 2009年 | JT           | ジェイテクト | つくば         | FC東京       | 國近公太 （JT）           | 石田敬喜 （ジェイテクト） |
| 30 | 2010年 | JT           | FC東京       | つくば         | 警視庁       | 神田聖馬 （JT）           | 上場雄也 （FC東京）       |

### 女子
| 回 | 開催年 | 優勝             | 準優勝                 | 3位                  | 4位              | 最優秀選手                | 敢闘選手                              |
| -- | ------ | ---------------- | ---------------------- | -------------------- | ---------------- | ------------------------- | ------------------------------------- |
| 1  | 1981年 | カネボウ         | 日立茂原               | 日本電気             | 電電神戸         | 木村直美 （カネボウ）     | -                                     |
| 2  | 1982年 | 東洋紡           | 日本電気               | カネボウ             | 三洋電機         | 田渕良子 （東洋紡）       | 長谷川恵美子 （日本電気）             |
| 3  | 1983年 | 東洋紡           | 久光製薬               | 日本電気             | イトーヨーカドー | 北井邦子 （東洋紡）       | 川原千鶴 （久光製薬）                 |
| 4  | 1984年 | 東洋紡           | 富士フイルム           | イトーヨーカドー     | ダイエー         | 井上英子 （東洋紡）       | 尾形恵子 （富士フイルム）             |
| 5  | 1985年 | ユニチカ         | ダイエー               | 日本電気             | イトーヨーカドー | 萩原則子 （ユニチカ）     | 男澤和江 （ダイエー）                 |
| 6  | 1986年 | ダイエー         | 日本電装               | 東洋紡               | 東芝京浜         | 岩館トモ子 （ダイエー）   | 滝澤玲子 （日本電装）                 |
| 7  | 1987年 | ダイエー         | 東芝京浜               | イトーヨーカドー     | カネボウ         | 男澤和江 （ダイエー）     | 中根由美子 （東芝京浜）               |
| 8  | 1988年 | イトーヨーカドー | ユニチカ               | ダイエー             | 富士フイルム     | 石掛美知代 （ヨーカドー） | 樫野幸子 （ユニチカ）                 |
| 9  | 1989年 | ダイエー         | 東洋紡                 | 東芝                 | 日本電気         | 原賀静花 （ダイエー）     | 中川和美 （東洋紡）                   |
| 10 | 1990年 | ユニチカ         | 関西日本電気           | 日立                 | 日本電気         | 中西千枝子 （ユニチカ）   | 三輪由佳 （関西日電）                 |
| 11 | 1991年 | 東芝             | ユニチカ               | イトーヨーカドー     | 東洋紡           | 岩瀬利栄子 （東芝）       | 塩田かおり （ユニチカ）               |
| 12 | 1992年 | 日立             | JT                     | 東洋紡               | NEC              | 三木恵 （日立）           | 奥村純子 （JT）                       |
| 13 | 1993年 | イトーヨーカドー | 日本電装               | 日立                 | 東洋紡           | 甲斐千保 （ヨーカドー）   | 阪本文 （日本電装）                   |
| 14 | 1994年 | イトーヨーカドー | ダイエー               | ユニチカ             | 東芝             | 甲斐千保 （ヨーカドー）   | 酒井千恵 （ダイエー）                 |
| 15 | 1995年 | ダイエー         | 日立                   | 東芝                 | ユニチカ         | 先野久美子 （ダイエー）   | 吉澤智恵美 （日立）                   |
| 16 | 1996年 | 東芝             | 小田急                 | ダイエー             | 東洋紡           | 神田千絵 （東芝）         | 平美由紀 （小田急）                   |
| 17 | 1997年 | ダイエー         | 東芝                   | 日立佐和             | JT               | 坂本久美子 （ダイエー）   | 古井純子 （東芝）                     |
| 18 | 1998年 | 日立佐和         | オレンジアタッカーズ   | NEC                  | 久光製薬         | 板橋恵 （日立佐和）       | 高橋幸子 （オレンジアタッカーズ）     |
| 19 | 1999年 | NEC              | ユニチカ               | オレンジアタッカーズ | イトーヨーカドー | 竹下佳江 （NEC）          | 木村久美 （ユニチカ）                 |
| 20 | 2000年 | シーガルズ       | スプリングアタッカーズ | イトーヨーカドー     | NTT西日本        | 森和代 （シーガルズ）     | 先野久美子 （スプリングアタッカーズ） |
| 21 | 2001年 | 日立佐和         | 東レ                   | JT                   | パイオニア       | 板橋恵 （日立佐和）       | 木村久美 （東レ）                     |
| 22 | 2002年 | 東レ             | JT                     | 武富士               | 日立佐和         | 芝田安希 （東レ）         | 谷口雅美 （JT）                       |
| 23 | 2003年 | シーガルズ       | デンソー               | NEC                  | 日立佐和         | 森和代 （シーガルズ）     | 昔農美香 （デンソー）                 |
| 24 | 2004年 | 武富士           | デンソー               | 茂原                 | シーガルズ       | 足立留美 （武富士）       | 渡部有香 （デンソー）                 |
| 25 | 2005年 | パイオニア       | トヨタ車体             | 茂原                 | 久光製薬         | 細川麻美 （パイオニア）   | 西美佳 （トヨタ車体）                 |
| 26 | 2006年 | 岡山             | NEC                    | デンソー             | 日立佐和         | 森和代 （岡山）           | 高崎紗緒梨 （NEC）                    |
| 27 | 2007年 | JT               | 岡山                   | NEC                  | 日立佐和         | 小酒翔子 （JT）           | 山口舞 （岡山）                       |
| 28 | 2008年 | 武富士           | 久光製薬               | 岡山                 | NEC              | 平井真栄 （武富士）       | 石井美樹 （久光製薬）                 |
| 29 | 2009年 | 久光製薬         | JT                     | NEC                  | KUROBE           | 座安琴希 （久光製薬）     | 遠藤りつこ （JT）                     |
| 30 | 2010年 | 東レ             | パイオニア             | 日立                 | JT               | 高田ありさ （東レ）       | 香野晶子 （パイオニア）               |

| 回 | 開催年 | 優勝     | 準優勝   | 3位      | 4位  | 5位        | 6位        | 最優秀選手            | 敢闘選手                |
| -- | ------ | -------- | -------- | -------- | ---- | ---------- | ---------- | --------------------- | ----------------------- |
| 31 | 2011年 | NEC      | 岡山     | 久光製薬 | 上尾 | 日立       | 健祥会     | 張芳赫 （NEC）        | 川島亜依美 （岡山）     |
| 32 | 2012年 | NEC      | 久光製薬 | 岡山     | JT   | トヨタ車体 | 日立       | 島村春世 （NEC）      | 村田しおり （久光製薬） |
| 33 | 2013年 | 久光製薬 | JT       | 日立     | 岡山 | トヨタ車体 | NEC        | 野本梨佳 （久光製薬） | 奥村麻依 （JT）         |
| 34 | 2014年 | NEC      | 上尾     | 東レ     | 岡山 | 久光製薬   | トヨタ車体 | 白垣里紗 （NEC）      | 吉村志穂 （上尾）       |

| 回 | 開催年 | 東西   | 優勝 | 準優勝   | 3位      | 4位      | 5位        | 6位          | 7位      | 8位          | フレッシュスター賞            | フレッシュスター賞                          |
| -- | ------ | ------ | ---- | -------- | -------- | -------- | ---------- | ------------ | -------- | ------------ | ----------------------------- | ------------------------------------------- |
| 35 | 2015年 | 東     | 日立 | デンソー | 柏       | 上尾     | PFU        | KUROBE       | NEC      | 仙台         | 渡邊久惠 （日立）             | 小清水茉弥 （柏）                           |
| 35 | 2015年 | 西     | 東レ | JT       | 岡山     | 久光製薬 | トヨタ車体 | JAぎふ       | 浜松     | トヨタ自動車 | 杉原若葉 （東レ）             | 山本美沙 （JT）                             |
| 36 | 2016年 | [ 45 ] | 上尾 | デンソー | 久光製薬 | 岡山     | PFU        | JAぎふ       | NEC      | トヨタ車体   | 廣瀬七海 （NEC）              | 工藤嶺（デンソー） 杉山瑠夏（トヨタ自動車） |
| 37 | 2017年 | 東     | PFU  | NEC      | デンソー | 日立     | 上尾       | アランマーレ | 群馬銀行 | 浜松         | 土井さくら （日立）           | 秋山愛海 （PFU）                            |
| 37 | 2017年 | 西     | 東レ | 久光製薬 | 岡山     | 熊本     | トヨタ車体 | JT           | JAぎふ   | トヨタ自動車 | 石川真奈 （東レ）             | 髙田茉優 （岡山）                           |
| 37 | 2018年 | 東     | 日立 | KUROBE   | PFU      | 埼玉上尾 | 柏         | 浜松         | GSS      | アランマーレ | オクム大庭冬美ハウィ （日立） | 木村友里 （アランマーレ）                   |
| 37 | 2018年 | 西     | 岡山 | 久光製薬 | 姫路     | デンソー | トヨタ車体 | JT           | 東レ     | トヨタ自動車 | 西村弥菜美 （岡山）           | 大田知香 （姫路）                           |

| 回 | 開催年 | 東西 | 優勝           | 準優勝   | 3位            | 4位          | 最優秀選手                 | 敢闘選手              | フレッシュスター賞         | フレッシュスター賞        |
| -- | ------ | ---- | -------------- | -------- | -------------- | ------------ | -------------------------- | --------------------- | -------------------------- | ------------------------- |
| 38 | 2019年 | 東   | 埼玉上尾       | NEC      | KUROBE         | ルートイン   | 若松歩実 （埼玉上尾）      | 吉田あゆみ （NEC）    | 白岩蘭奈 （KUROBE）        | 高橋愛未 （ルートイン）   |
| 38 | 2019年 | 西   | 東レ           | 岡山     | JT             | トヨタ車体   | 堀川真理 （東レ）          | 宇賀神みずき （岡山） | 鴫原ひなた （トヨタ車体）  | 齊藤望 （JAぎふ）         |
| 39 | 2021年 | 東   | PFU            | KUROBE   | NEC            | 日立         | バルデス・メリーサ （PFU） | 舛田紗淑 （KUROBE）   | バルデス・メリーサ （PFU） | 野上菜月 （ルートイン）   |
| 39 | 2021年 | 西   | デンソー       | 久光     | 岡山           | 東レ         | 工藤嶺 （デンソー）        | 万代真奈美 （久光）   | 松井珠己 （デンソー）      | 高石明美 （JAぎふ）       |
| 40 | 2022年 | 東   | PFU            | 埼玉上尾 | NEC            | 日立Astemo   | バルデス・メリーサ （PFU） | 堀迫雅 （埼玉上尾）   | 亀井美子 （埼玉上尾）      | 前田美紅 （アランマーレ） |
| 40 | 2022年 | 西   | JT             | 岡山     | デンソー       | 姫路         | 西川有喜 （JT）            | 付欣田 （岡山）       | 濱田真友 （岡山）          | 山根茉唯加 （JAぎふ）     |
| 41 | 2023年 | 東   | PFU            | NEC      | 全日本学生選抜 | アランマーレ | 髙相みな実 （PFU）         | 柳田光綺 （NEC）      | 岡村南奈 （アランマーレ）  | 高野夏輝 （ルートイン）   |
| 41 | 2023年 | 西   | ユニバ日本代表 | JT       | 岡山           | 久光         | 宮部愛芽世 （ユニバ代表）  | 西崎愛菜 （JT）       | 北窓絢音 （久光）          | 岡田楓奈 （熊本）         |
| 42 | 2024年 | 東   | PFU            | 群馬     | 東日本大学選抜 | 仙台         | 大村季色 （PFU）           | 目黒愛梨 （群馬）     | 舩田璃々香 （PFU）         | 鈴木音 （仙台）           |
| 42 | 2024年 | 西   | トヨタ車体     | JT       | 姫路           | 岡山         | 舟根綾菜 （トヨタ車体）    | 宮部愛芽世 （JT）     | 大山遼 （JT）              | 永江日菜子 （熊本）       |